# ليو كاتس
ليو كاتس Leo Katz (ولد في سيريت في إقليم البوكوفينا في يناير 1892 - مات في فيينا في 9 أغسطس 1954) هو كاتب روائي نمساوي. كانت لغة كتابته الألمانية والعبرية.

## حياته
ولد ليو كاتس ابنا لعائلة يهودية أورثوذكسية، وحصل على شهادة الثانوية في فيينا, ثم درس التاريخ والفلسفة، وحصل على الدكتوراه في عام 1920. وبين عامي 1920 و 1922 أقام في نيويورك، وعمل مساعدا في الصحيفة اليهودية Morning Freiheit. وفي عام 1922 عاد إلى فيينا، حيث انضم إلى الحزب الشيوعي. 
وفي عام 1933 بعد استيلاء هتلر على السلطة، هرب إلى باريس حيث عمل في إحدى الصحف اليهودية، وفي عام 1938 هرب إلى نيويورك. 
ثم أقام بعد ذلك المكسيك. وقد حاول في أواخر حياته ان يهاجر إلى إسرائيل, ولكنه عاد إلى فيينا في عام 1949, حيث توفي هناك في 9 أغسطس 1954.

## أعماله
1. القرى المحترقة (رواية)
2. صائد الموتى (رواية)